# Special Olympics Nicaragua
Special Olympics Nicaragua ist der nicaraguanische Verband von Special Olympics International, der weltweit größten Sportbewegung für Menschen mit geistiger Beeinträchtigung und Mehrfachbeeinträchtigung. Ziel ist die sportliche Förderung dieser Personengruppe und die Sensibilisierung der Gesellschaft für sie. Außerdem betreut der Verband die nicaraguanischen Athletinnen und Athleten bei den Special Olympics Wettbewerben.

## Geschichte
Special Olympics Nicaragua wurde 2015 mit Sitz in Managua gegründet.

## Aktivitäten

### Sportarten
Vom Verband werden unter anderem folgende Sportarten angeboten:
- Boccia (Special Olympics)
- Leichtathletik (Special Olympics)

### Teilnahme an Weltspielen vor 2020
• 2019 Special Olympics World Summer Games, Abu Dhabi (9 Athletinnen und Athleten)

### Teilnahme an den Special Olympics World Summer Games 2023 in Berlin
Special Olympics Nicaragua nahm an den Special Olympics World Summer Games 2023 teil. Die Delegation aus etwa 30 Personen wurde vor den Spielen im Rahmen des Host Town Program von Darmstadt  betreut. Das Programm bestand aus den vier Bausteinen Kennenlernen der Stadt, Wettbewerbsvorbereitung, Sozialer Austausch und einem Sportaktionstag. Das Team gewann bei diesen Weltspielen  eine Gold-, vier Silber- und zwei Bronzemedaillen.